# Frisbee
Pour l’article homonyme, voir Frisbee (attraction).
Pour l’article ayant un titre homophone, voir Freesbee.
Ne doit pas être confondu avec Lancer du disque.
Le frisbee ou disque-volant, ou encore discoplane en Belgique,,,, est un disque en plastique, légèrement bombé, que des joueurs se lancent l'un à l'autre en le faisant planer et tourner sur lui-même.
« Frisbee » est une marque déposée de l'entreprise  Wham-O-Holding basée à Hong Kong. Le terme est parfois utilisé pour décrire un disque volant semblable à ceux fabriqués par cette entreprise.
Un frisbee est généralement fabriqué en plastique et mesure une vingtaine de centimètres de diamètre, avec un rebord cintré. Il est conçu de manière à pouvoir planer sur une certaine distance, quand on le lance en lui imprimant un mouvement de rotation.

## Historique

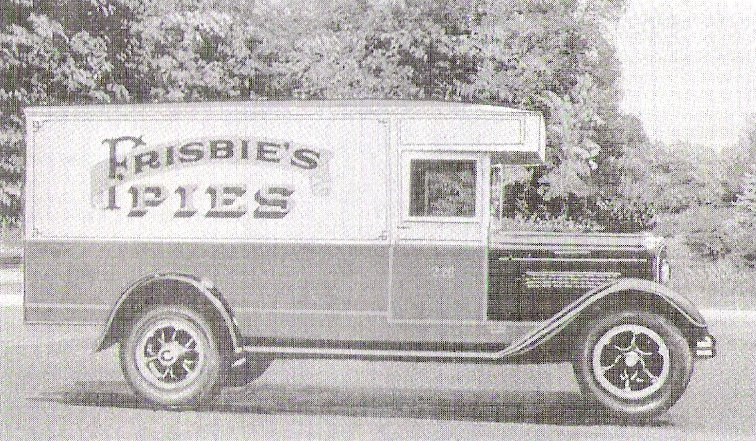
Un camion des années 1920 de la Frisbie Pie Company.

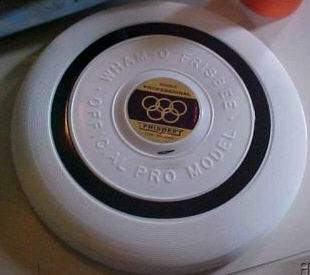
Frisbee Wham-O professionnel.

Le principe du frisbee était connu bien avant son invention « officielle » en 1948. En 1937, sur une plage de Californie, le jeune Walter Frederick Morrison et sa petite amie, Lucile « Lu » Nay, s'amusent à s'envoyer une boîte de pop-corn. Rapidement, ils se rendent compte qu'un moule à tarte vole mieux et ils lancent une petite affaire, baptisée Flyin'Cake Pans, sur la plage de Santa Monica.
Après la guerre, surfant sur l'engouement américain pour l'univers des extraterrestres, Morrison lance le Whirlo-Way, une sorte de soucoupe volante qu'on lance en lui donnant un mouvement de rotation. Deux ans plus tard, en 1948, aidé et financé par Warren Franscioni, Morrison a l'idée de fabriquer des disques en bakélite, qu'il baptise « Flying-Saucer ».
La compagnie Wham-O lui rachète son idée en 1957 et commercialise le « Pluto Platter », renommé un an plus tard « Frisbee », référence à peine voilée à la Frisbie Pie Company et à ses moules à tarte que les étudiants de l'université Yale s'amusaient à se lancer. La Frisbie Pie Company doit son nom au pâtissier américain William Frisbie. Ce nom propre est passé dans l'usage, en se lexicalisant sous forme de nom commun masculin variable en nombre. Il s'agit donc d'un onomastisme.
Le frisbee connaît son essor sur les plages dans les années 1960, profitant de la période hippie. En 1968, l'armée américaine consacre 400 000 dollars à l'étude des propriétés aérodynamiques du frisbee, une rampe de lancement étant même construite sur une falaise de l'Utah. Au même moment, une école du New Jersey le codifie comme sport en inventant l'« ultimate frisbee » (cf. les règles plus bas dans l'article) ; il existe des Fédérations Flying Disc par pays.
Wham-O est racheté par Mattel en 1994 : de nombreuses gammes de couleur apparaissent mais l'objet perd en technicité. La marque officielle de compétition est Discraft, mais il en existe d'autres, comme LMI & Fox. De nombreuses versions sont sorties (en tissu, cranté, creux ou avec une dynamo lumineuse). De sa création jusqu'en 2013, 200 millions d'exemplaires ont été vendus.

## Types
La forme et la qualité des frisbees varient considérablement et elles ont une influence significative sur la distance que ces disques peuvent parcourir en planant. Certains frisbee ont une forme d'anneau ; appelés parfois « aerofoils » ou « aerobies », ils volent habituellement sur des distances plus grandes que les frisbees traditionnels. Les disques de disc golf, quant à eux, sont généralement de diamètre plus petit, mais sont plus denses et ils sont conçus spécialement pour une stabilité et une distance de vol optimales. D'autre part, les chiens adorant rattraper au vol ces disques en plastique, des frisbees particuliers, plus souples et plus résistants, ont été conçus pour eux. Des compétitions de « disc dog » ont même été organisées.

## Utilisateurs

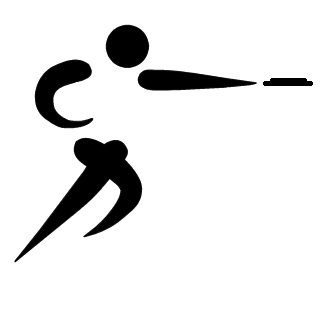
Pictogramme du lancer de frisbee.

Le jeu de frisbee le plus pratiqué est le jeu de plage qui consiste simplement à lancer le disque à son partenaire, qui doit le relancer à son tour.
Bien que la manipulation du frisbee et son vol plané soient une source d'amusement pouvant rivaliser avec le fait de jouer avec une balle, les sports dans lesquels intervient le frisbee ne sont pas très répandus. On trouve à cela plusieurs explications : cet objet est une invention récente, mais la difficulté de trouver un principe de jeu adapté à la trajectoire si particulière du disque et d'obtenir un rythme de jeu assez rapide en est probablement la cause principale (le frisbee ne rebondit pas comme la balle au tennis ou le ballon de volleyball ; le temps avant que le disque soit relancé est donc plus long).
Au fil des années, cependant, des sports utilisant le frisbee sont apparus.
Le plus prisé de ces sports est l'ultimate (francisé en ultime-passe). C'est un sport auto-arbitré et mixte, où deux équipes s'affrontent sur un même terrain. Le but du jeu est d'amener le discoplane dans une zone d'en-but située à l'une des extrémités du terrain, un peu comme au football américain ou au rugby à XV. De nombreuses variantes de ce sport existent, comme le goaltimate, le friskee ou encore le schtick. D'autres jeux, sans être des variantes de l'ultimate, peuvent aussi être classés dans cette catégorie, comme le durango boot.
Certains sont basés uniquement sur la capacité du joueur à maîtriser le mouvement du disque et à lui faire faire des vols longs, précis ou simplement esthétiques (freestyle frisbee, disc dog, disc golf).
Certains sports reprennent le principe du jeu de base : lancer le disque à son adversaire, qui doit essayer de le rattraper (un peu comme au tennis ou au volley) : le DDC, le guts frisbee ou encore le Frisbee Dextry Sport.
Enfin, il existe quantité de jeux et de sports moins connus, qui ne tombent pas dans les catégories citées ci-dessus, et qui généralement tentent de transposer un jeu de balle déjà existant en utilisant un frisbee à la place de la balle ou du ballon, comme le basket-ball ou la balle au prisonnier.
Tous ces sports ont été inventés récemment et sont encore relativement confidentiels. Le sport le plus connu est sans conteste l'ultimate. Dans certains jeux comme le DDC, on utilise deux frisbees en même temps.

## Principes physiques
Le vol du frisbee s'appuie sur deux principes de physique :
- les principes aérodynamiques de traînée et de portance permettant le vol grâce à la forme bombée du frisbee ;
- l'effet gyroscopique stabilisant le vol.

À la fin de la trajectoire, le frisbee ralentit, lève le nez par décentrement des forces aérodynamiques et par réaction penche sur le côté par le phénomène de précession gyroscopique.